# Kanban
Ne doit pas être confondu avec Kamban.
Pour l’article ayant un titre homophone, voir Kanban (développement).

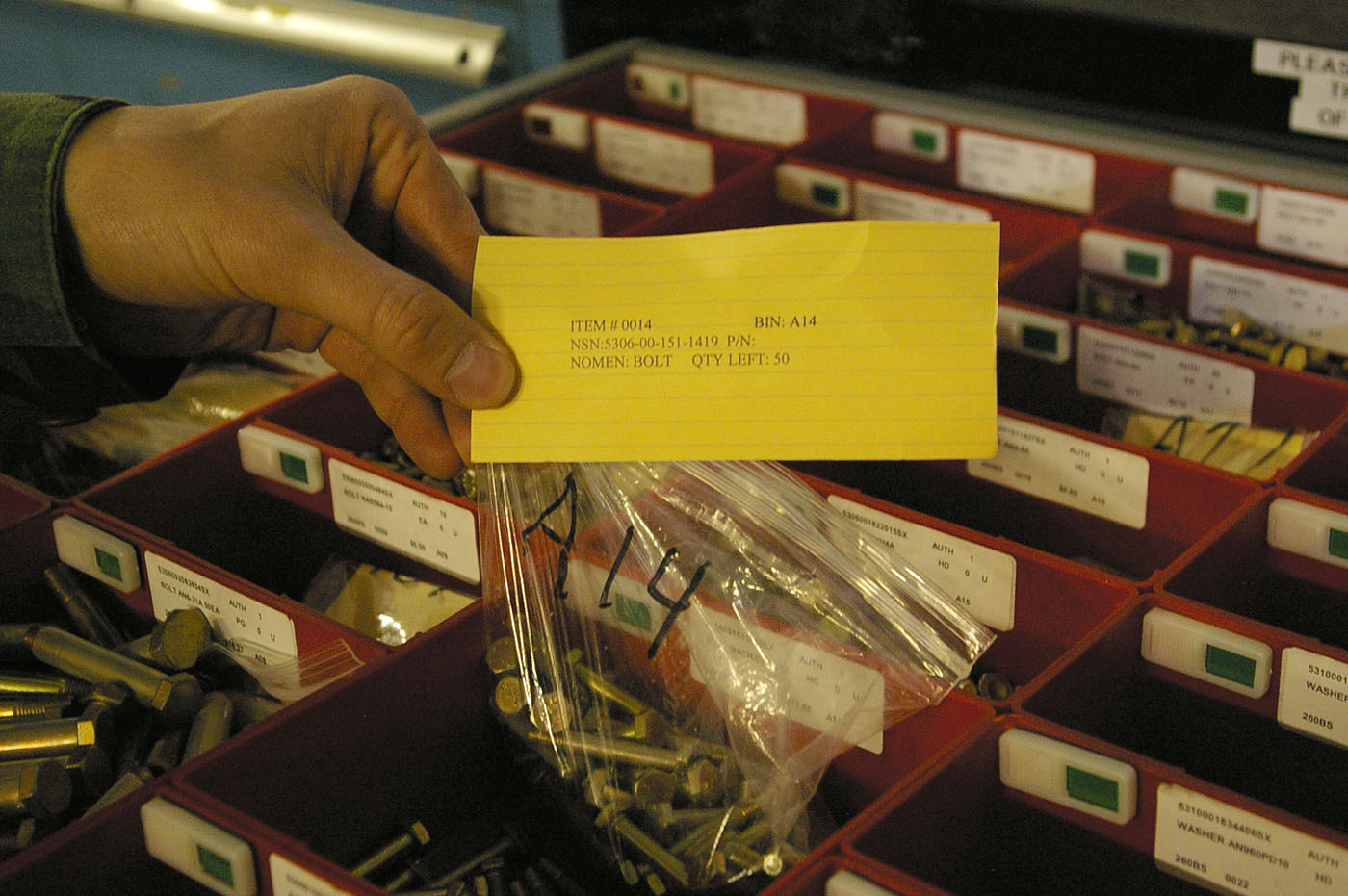
Une carte kanban avec le sac de boulons auquel elle se rapporte.

Un kanban, du japonais カンバン ou 看板 (kanban, « étiquette »), est une fiche cartonnée ou une étiquette RFID ou simplement un emballage que l'on fixe sur les bacs ou les conteneurs de pièces dans une ligne d'assemblage ou une zone de stockage. Le terme désigne aussi la méthode de gestion de production en flux tendu mise en œuvre à la fin des années 1950 dans les usines Toyota et consistant à asservir la production d'un poste en amont d'une chaîne de travail aux besoins exacts du poste en aval. L'ingénieur japonais Taiichi Ōno en est considéré généralement comme l'inventeur.

## Principe

Le kanban est un mécanisme de type « juste-à-temps » permettant d'asservir la production ou l'approvisionnement d'un composant à la consommation qui en est faite. Le support de l'ordre de reconstitution est une étiquette accrochée à chaque lot qui est produit ou approvisionné. Lorsque le lot est consommé, l'étiquette retourne dans le tableau kanban. Tant qu'il y a des étiquettes dans le tableau, le producteur prend la dernière, réalise le lot correspondant, y fixe l'étiquette et fait parvenir ce lot au consommateur.

Le nombre de kanban en circulation doit être limité pour éviter la constitution d'en-cours trop importants. La méthode kanban ne dispense pas cependant d'établir des prévisions de vente et un programme de production détaillé à moyen terme. C'est en effet une technique de gestion de la production à court terme et elle peut s'intégrer parfaitement dans une gestion de type MRP.
Le système kanban fonctionne entre les postes de production aval et amont :
- l'opérateur aval entame un conteneur. Il libère alors le kanban de manutention fixé sur le conteneur et le dispose dans une boîte ;
- le manutentionnaire ramasse le kanban de manutention et va au poste amont ;
- au poste amont, il enlève le kanban de production du conteneur plein, le met dans une autre boîte et lui substitue le kanban de manutention ;
- il ramène le conteneur plein avec le kanban de manutention au poste aval ;
- quand l'opérateur du poste amont a rempli un conteneur, il regarde la boîte de kanban de production. S'il y a un kanban, il l'enlève, le fixe à un conteneur vide et reprend la production. S'il n'y a pas de kanban, cela veut dire que les en-cours sont suffisants et il attend.

## Kanbanélectronique

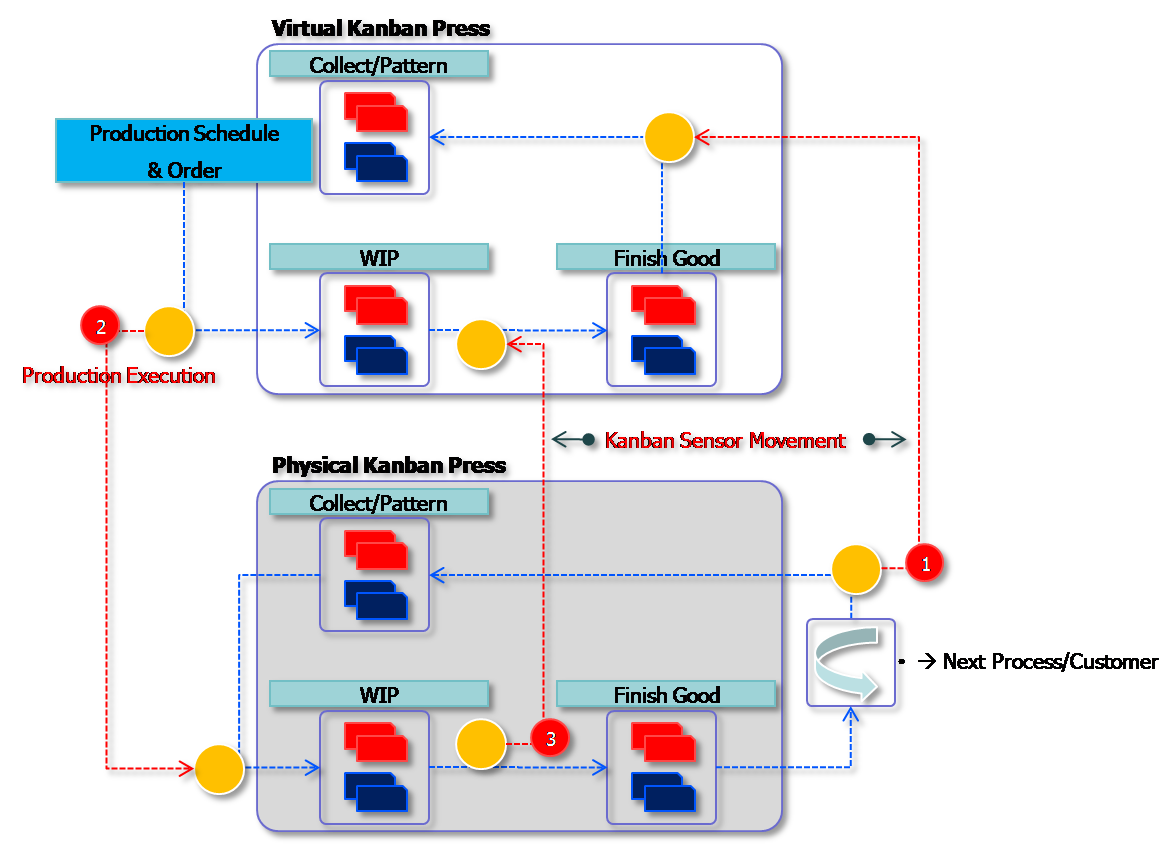
Système kanban virtuel.

Le kanban électronique se résume à une méthode de réapprovisionnement automatisé des matériaux : une étiquette RFID est placée directement sur le bac ou le conteneur, et une notification automatique est envoyée à l’installation de stockage pour demander le réapprovisionnement d’un article en particulier. Cela élimine la nécessité de recourir à un tableau kanban et limite les erreurs commises par l’opérateur en automatisant entièrement le processus de réapprovisionnement.
Un kanban électronique typique trace l'inventaire avec des codes-barres, que les opérateurs scannent à différentes étapes du processus de fabrication pour indiquer l'utilisation. Les scanners transmettent l'information aux magasins internes ou externes pour assurer le réapprovisionnement des produits. Le kanban électronique utilise souvent Internet pour acheminer des messages vers les fournisseurs externes et avoir une vue en temps réel des stocks, via un portail, tout au long de la chaîne d'approvisionnement.

## Utilisations dérivées
Dans les années 1980, la société PSA, constructeur automobile, avait développé une forme de kanban nommée RECOR, entre le constructeur et ses équipementiers.
La norme de communication permettant l'échange des données électronique (EDI) était basée sur les normes développées par le Groupement pour l'Amélioration des Liaisons dans l'Industrie Automobile) GALIA (norme ODETTE, message PLUQUO – « envois pluriquotidiens »).